# Villa des Oliviers
La villa des Oliviers est une bâtisse mauresque située à El-Biar, en surplomb de la baie d'Alger. Elle est la résidence officielle de l'ambassadeur de France en Algérie, également appelée « résidence de France ». 

## Histoire
Construite à l'époque de Régence d'Alger, la propriété fut acquise en 1835 par la Princesse de Mir, puis revint, en 1838, au consul Schultze et à son épouse qui la surnommait « La Calorama », c’est-à-dire « La Belle vue ». 
Pendant la Seconde Guerre mondiale, elle a accueilli les généraux Weygand, Juin, lequel apprend le 8 novembre 1942 d'un envoyé spécial du président Roosevelt l'imminence du débarquement allié en Afrique du Nord.
En août 1943, le général de Gaulle établit sa résidence aux Oliviers. Il y demeure jusqu'au 18 août 1944, date à laquelle il regagne la France. C'est le lieu où se rencontrent François Mitterrand et  général de Gaulle pour la première fois en 1943. À l'indépendance de l’Algérie, le président de la République émet le souhait que la résidence de l'ambassadeur de France soit établie à la villa des Oliviers.
C'est à la villa des Oliviers que se tiennent traditionnellement les manifestations du 14 juillet données à l’occasion de la fête nationale française.